# Monarki
| Præsidentrepublikker2 | Semi-præsidentrepublikker2 |
| Republikker med en udøvende præsident, der vælges eller nomineres af en lovgivende forsamling, der potentielt danner parlamentarisk grundlag. | Parlamentariske republikker2 |
| Parlamentariske konstitutionelle monarkier | Konstitutionelle monarkier, der har en separat regeringschef, men hvor kongefamilien stadig har betragtelig udøvende og/eller lovgivende magt |
| Absolutte monarkier | Etpartistater |
| Lande, hvor forfatningsmæssige regeringsbestemmelser er blevet suspenderet (f.eks. militærdiktaturer)                                         | Lande, der ikke passer ind i ovenstående kategorier (f.eks. provisoriske regeringer).                                                         |

Monarki er betegnelsen for en styreform i en stat eller flere rigsdele, hvor én person, monarken, er statsoverhoved for livstid. Ordet kommer fra græsk: monarchia og betyder enestyre. Ordet kan også referere til den institution, der omgiver monarken og monarkens familie, eller til en stat, hvor styreformen er monarkisk. Hvis monarken er en konge eller dronning, tales der om et kongerige eller kongedømme.
Efter den måde monarken udpeges på kan et monarki være et valgmonarki, hvor monarken bliver indsat efter et valg, og et arveligt monarki, hvor monarken arver sin position fra sin forgænger.
Hvis monarken har uindskrænket regeringsmagt, tales om et absolut monarki eller enevælde. Hvis monarken er retsligt begrænset af bestemmelserne i en forfatning tales om et konstitutionelt monarki eller indskrænket monarki. 
I dag er monarker sjældent eneherskere. I et konstitutionelt monarki som det danske, norske eller svenske er monarkens rolle at være det formelle statsoverhoved og som sådan repræsentere landet i visse internationale og nationale sammenhænge. I Danmark præsiderer dronningen i Statsrådet og underskriver de af Folketinget vedtagne love. Herudover varetager dronningen en lang række repræsentative opgaver.
Indtil 1864 var det danske Monarki en sammenfattende betegnelse for Kongeriget Danmark og hertugdømmerne, og mellem 1660 og 1848 var styreformen enevælde, dvs. en styreform hvor monarken har den øverste myndighed.

## Typer

### Typer af monarkier efter monarkens titel
Under monarker henregnes bl.a.:
- Konger (inklusiv Dronninger, f.eks. i Danmark)
- Kejsere (f.eks. i Japan)
- Zarer (f.eks. tidligere i Rusland)
- Shaher (f.eks. tidligere i Iran)
- Emirer (f.eks. i emirater som Saudi-Arabien, Forenede Arabiske Emirater og Qatar)

### Absolut og konstitutionelt monarki
I forhold til det magtpolitiske spillerum kan man sige, at der findes 3 former for monarki: (1) et begrænset monarki, (2) et konstitutionelt monarki og (3) et absolut monarki.
Et eksempel på et begrænset monarki er det japanske kejserhus, hvor monarken kun har ceremoniel magt, dvs. kun udøver nærmere nøje definerede funktioner ved højtidligheder, særlige begivenheder osv.
Et eksempel på et konstitutionelt monarki er det danske kongehus, hvor monarken har særlige rettigheder som er indskrevet i Grundloven.
Et eksempel på et absolut monarki er kongehuset i Saudiarabien. Udover at nyde særlig beskyttelse som i det konstitutionelle monarki, besidder monarken en total magt i samfundet - dvs. at monarken frit (eventuelt i samråd med et familieråd) kan indføre nye love osv.

## Forskel på monarki og diktatur
I et monarki kan f.eks. et kongehus (en regerende slægt) regere eller besidde en fremherskende rolle i samfundet i mere end 1.000 år. En diktator vil typisk regere i mindre end 50 år. En anden forskel er, at et monarki typisk går i arv til en monark i samme familie i et såkaldt dynasti, mens en diktator typisk vil tage magten (f.eks. mod monarkens vilje). Desuden kan et monarki samtidigt være et demokrati - i modsætning til et diktatur. Nogle monarker advokerer (eller har advokeret) endda bestemt for borgernes rettigheder og demokratiske indflydelse.

## Modsætning
Modstandere af monarkiet som styreform kaldes ofte republikanere.

## Nuværende monarkier
|  |

Afrika
- Lesotho, kongerige
- Marokko, kongerige
- Swaziland, kongerige

Asien
- Bahrain, kongerige
- Bhutan, kongerige
- Brunei, sultanat
- Cambodia, kongerige
- Forenede Arabiske Emirater; består af syv emirater; posten som statsoverhoved (med titel af præsident) er de jure på valg blandt emirerne, indehaves de facto af emiren af Abu Dhabi.
- Japan, kejserrige
- Jordan, kongerige
- Kuwait, emirat
- Malaysia; består af syv sultanater, et rajadømme og et valgmonarki (livsvarigt); posten som satsoverhoved er på valg for fem år ad gangen blandt monarkerne, roterer i praksis blandt dem.
- Oman, sultanat
- Qatar, emirat
- Saudi-Arabien, kongerige
- Thailand, kongerige

Australien og Oceanien
- Australien, kongerige; personalunion med Storbritannien og øvrige Commonwealth Realms
- New Zealand, kongerige; personalunion med Storbritannien og øvrige Commonwealth Realms
- Papua Ny Guinea, kongerige; personalunion med Storbritannien og øvrige Commonwealth Realms
- Salomonøerne, kongerige; personalunion med Storbritannien og øvrige Commonwealth Realms
- Tonga, kongerige
- Tuvalu, kongerige; personalunion med Storbritannien og øvrige Commonwealth Realms

Europa
- Andorra, co-fyrstendømme; en slags valgmonarki med to fyrster
- Belgien, kongerige
- Danmark, kongerige
- Holland, kongerige
- Liechtenstein, fyrstendømme
- Luxemborg, storhertugdømme
- Norge, kongerige
- Monaco, fyrstendømme
- Spanien, kongerige
- Storbritannien, kongerige; personalunion med øvrige Commonwealth Realms
- Sverige, kongerige
- Vatikanet, pavedømme; valgmonarki (livsvarigt)

Nordamerika
- Antigua og Barbuda, kongerige; personalunion med Storbritannien og øvrige Commonwealth Realms
- Bahamas, kongerige; personalunion med Storbritannien og øvrige Commonwealth Realms
- Belize, kongerige; personalunion med Storbritannien og øvrige Commonwealth Realms
- Canada, kongerige; personalunion med Storbritannien og øvrige Commonwealth Realms
- Grenada, kongerige; personalunion med Storbritannien og øvrige Commonwealth Realms
- Jamaica, kongerige; personalunion med Storbritannien og øvrige Commonwealth Realms
- Saint Kitts og Nevis, kongerige; personalunion med Storbritannien og øvrige Commonwealth Realms
- Saint Lucia, kongerige; personalunion med Storbritannien og øvrige Commonwealth Realms
- Saint Vincent og Grenadinerne, kongerige; personalunion med Storbritannien og øvrige Commonwealth Realms